# Sixx Schweiz
Sixx Schweiz (Eigenschreibweise "sixx Schweiz") ist ein Ableger des deutschen Fernsehsenders Sixx für die Schweiz. Der Sender ist am 1. Januar 2013 gestartet.